# Visnye
Visnye est un village et une commune du comitat de Somogy en Hongrie.